# Simon Matthie
Simon Matthie (auch Matthis, u. a.; †  nach 1489) war Jurist und Propst in Stendal und Cölln.

## Leben
Simon Matthis war 1469 in der juristischen Fakultät der Universität Erfurt immatrikuliert und erwarb dort im folgenden Jahr den Grad eines Bakkalaureus.
1485 wurde er als Generalvikar des Bischofs von Brandenburg, als Propst des Kollegiatstiftes St. Nikolai in Stendal und als Bakkalaureus beider Rechte bezeichnet. 1488 war Matthie auch als Rat für den Kurfürsten von Brandenburg als Vermittler unterwegs.
1489 wurde Simon Matthies erstmals als Propst des Kollegiatstifts Cölln bezeichnet, der auch Propst der Städte Cölln und Berlin war. 1489 wurde er letztmals als solcher genannt.